# مارکو لومیچ
مارکو لومیچ (صربی: Marko Lomić؛ زادهٔ ۱۳ سپتامبر ۱۹۸۳) بازیکن فوتبال اهل صربستان است.
از باشگاه‌هایی که در آن بازی کرده‌است می‌توان به باشگاه فوتبال موردوویا سارانسک، باشگاه فوتبال پارتیزان، و باشگاه فوتبال دینامو مسکو اشاره کرد.
وی همچنین در تیم‌های ملی فوتبال زیر ۲۱ سال صربستان، زیر ۲۱ سال صربستان، و صربستان بازی کرده‌است.